# Yanosuke Watanabe
Yanosuke Watanabe, är en japansk tidigare fotbollsspelare.